# 埃贡·齐默尔曼
埃贡·齐默尔曼（德語：Egon Zimmermann，1939年2月8日—2019年8月23日），奥地利男子高山滑雪运动员。他曾代表奥地利参加1964年和1968年冬季奥林匹克运动会高山滑雪比赛，获得一枚金牌。